# Rethe-Hubbrücke

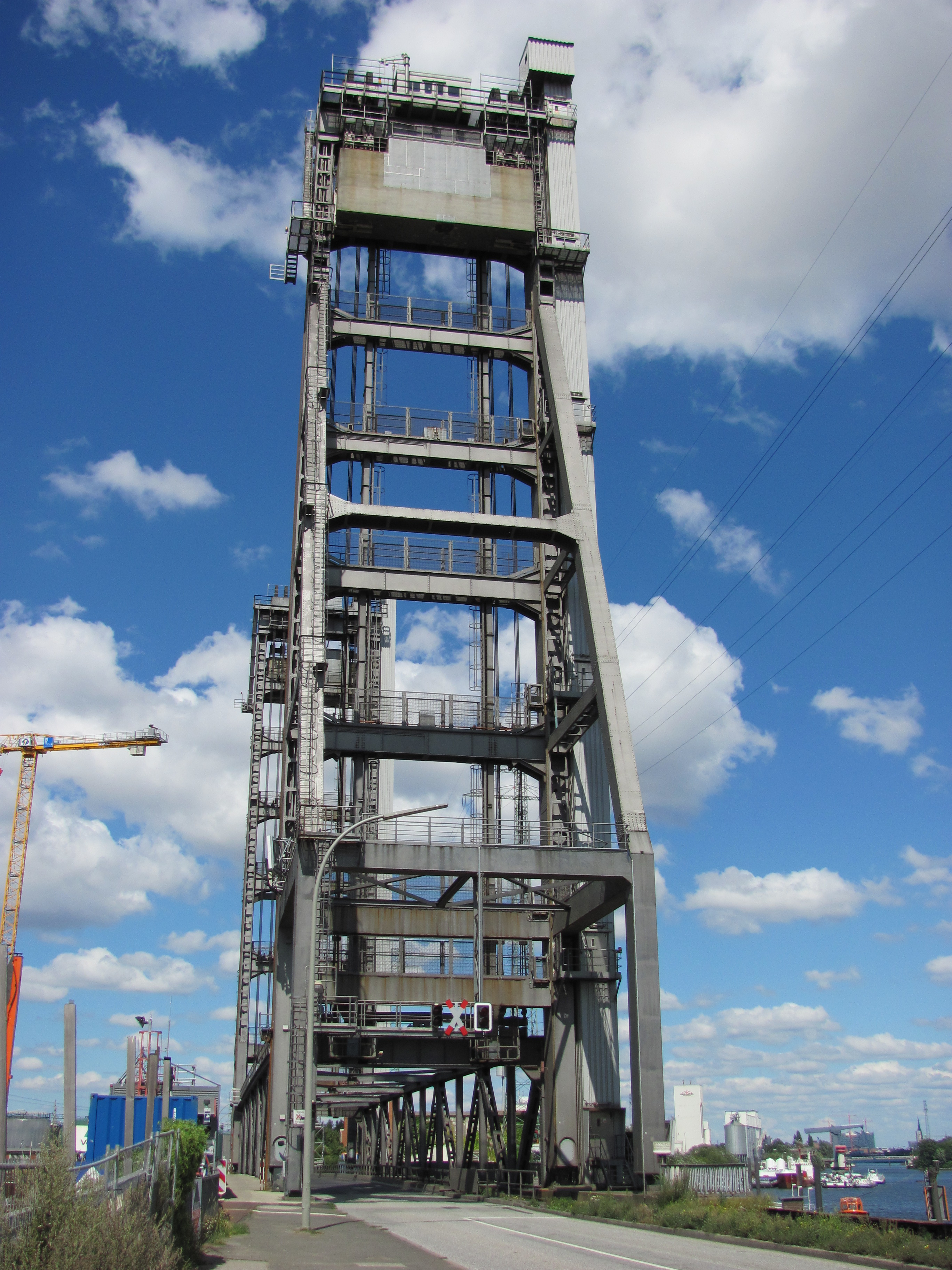
Rethe-Hubbrücke

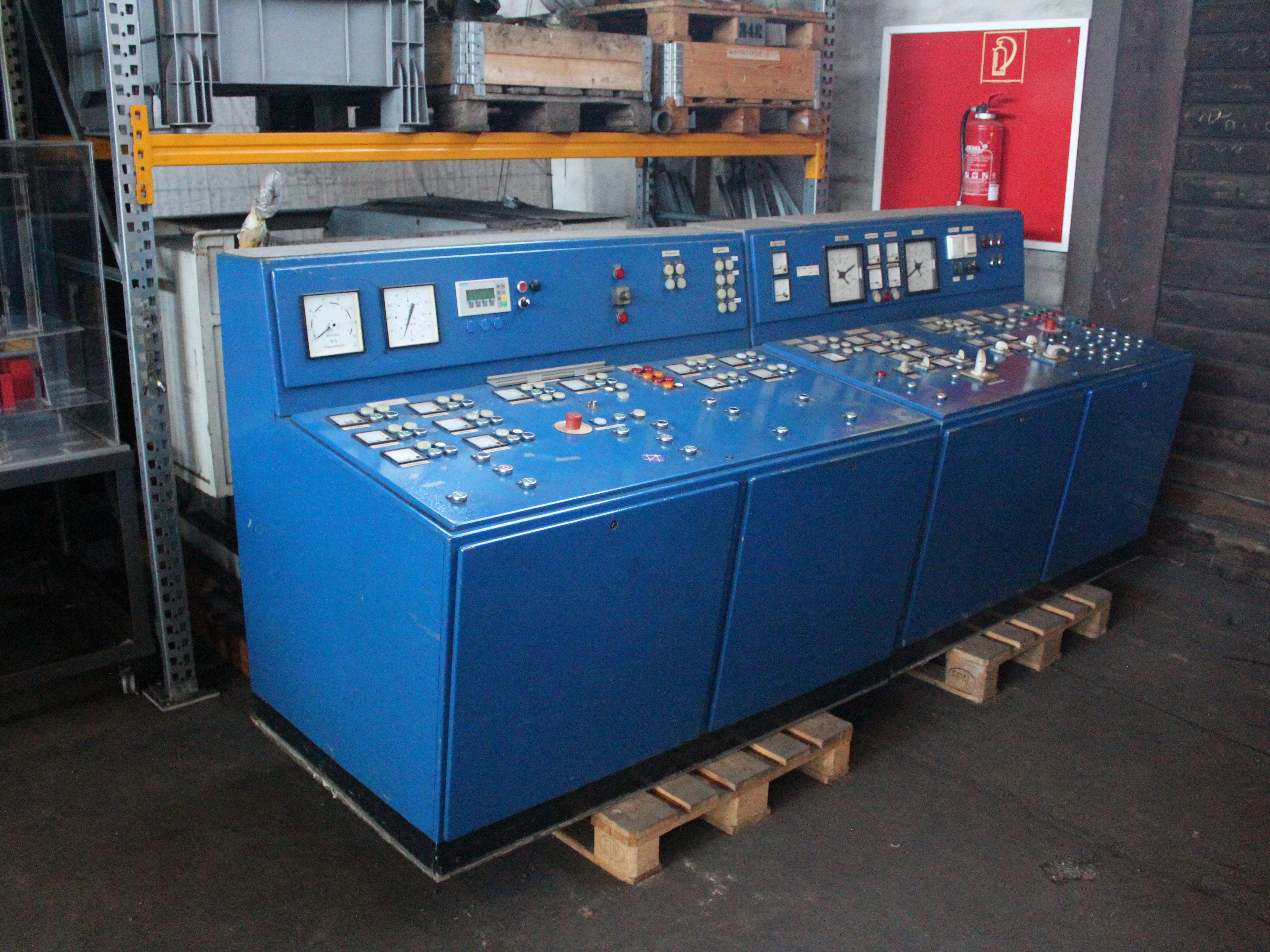
Steuerpult im Hafenmuseum

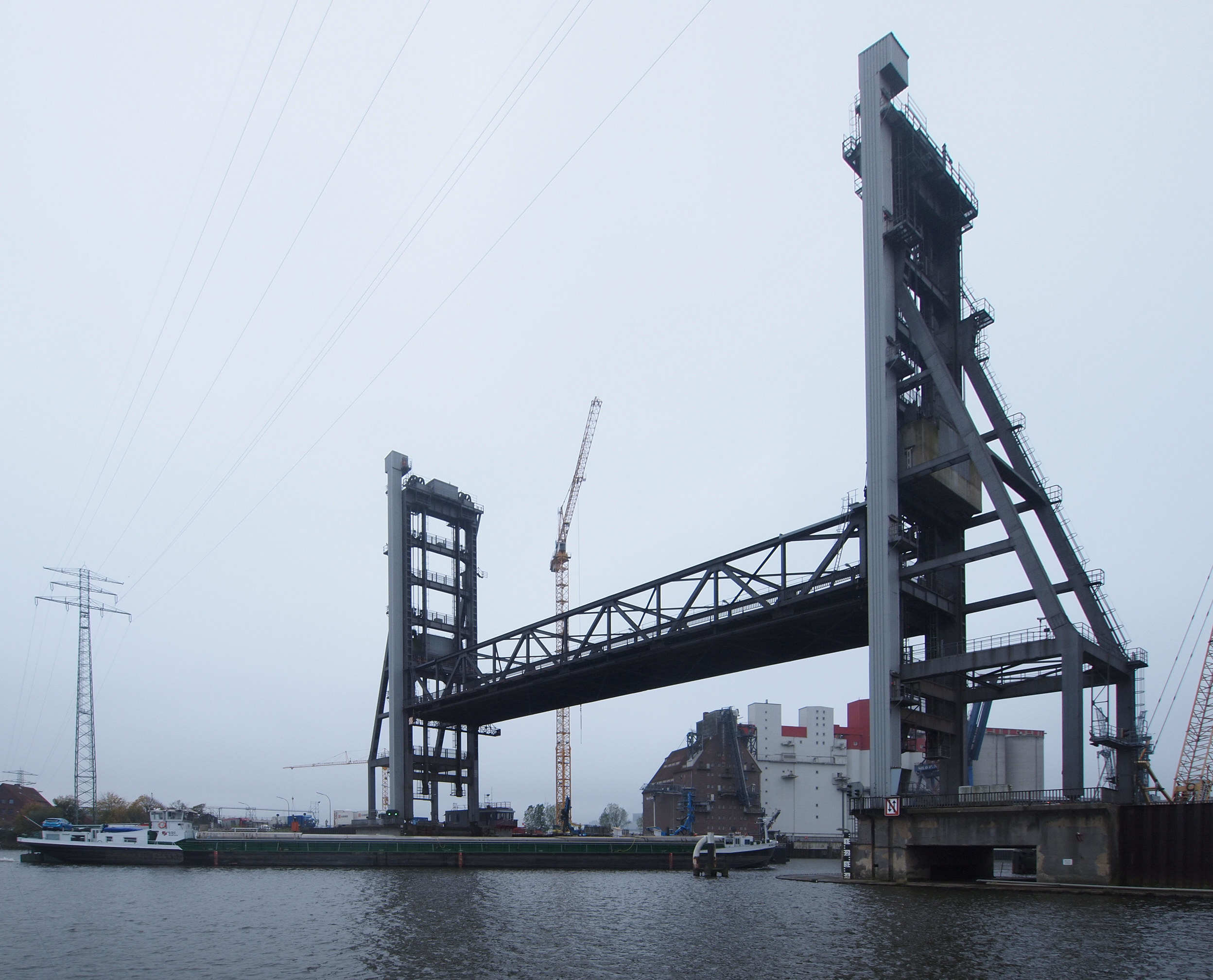
Rethe-Hubbrücke halb gehoben

Die Rethe-Hubbrücke war als Hubbrücke für den Straßen- und Eisenbahnverkehr Teil der Infrastruktur im Hamburger Hafen, die von der Hamburg Port Authority (HPA) verwaltet wird. Sie überquerte die Rethe an der Mündung in den Reiherstieg und verband die Hohe Schaar mit Neuhof und dem (ehemaligen) östlichen Freihafen. Damit stellte sie auch eine gegenseitige Ausweichmöglichkeit zwischen Köhlbrandbrücke und Kattwykbrücke sicher.
Als Ersatz für die Hubbrücke wurde direkt westlich davon die neue Rethe-Klappbrücke gebaut, die im Jahr 2016 für den Kfz-Verkehr und im Jahr 2017 für den Schienenverkehr in Betrieb genommen wurde. Ab Mitte September 2018 wurde die Hubbrücke abgerissen. Dies geschah in Eigenregie der HPA, nachdem keine Fachfirma gefunden wurde, die die Arbeiten zu einem akzeptablen Preis durchführen wollte.

## Geschichte
Die Hubbrücke wurde am 20. Juni 1934, nach 15 Monaten Bauzeit, eröffnet. Der Bau war eine Arbeitsbeschaffungsmaßnahme im Dritten Reich.
Die Brücke war mit ihren 50 Meter hohen Hubtürmen damals eine der größten ihrer Art weltweit. Mit einer Hubhöhe von 35,25 m wurde eine Durchfahrtshöhe von 42 m erreicht. Die Spannweite der Brücke betrug 77 m, die Durchfahrtsbreite nur 44 m. Der Grund dafür lag darin, dass die Brücke die Rethe in einem Winkel von 63° überspannte, da man sich an die vorhandene Führung der Gleise hielt. Der Überbau war 14 m breit.
Die Brücke wurde nach Bedarf geöffnet, ca. 3000 mal im Jahr. Das Bahngleis lag zwar nicht auf der Straßenfahrbahn, überquerte aber die Straße nördlich der Brücke, weitere Gleise aus dem Hafenbahnhof Hohe Schaar Richtung Kattwyk kreuzten die Straße südlich der Brücke. Dadurch behinderten sich Straßen- und Schienenverkehr stark.
Während des Zweiten Weltkrieges wurde die Brücke stark beschädigt. Bis in die 1950er Jahre musste der noch vorhandene moderne Stahl als Reparationsleistung an die Siegermächte abgegeben werden. Daher wurde für die Reparatur der Brücke Altstahl, der nicht schweißbar war, verwendet. 1972 gab es eine Schiffskollision. 1985 führte man eine Grundinstandsetzung mit einer angestrebten Restlebensdauer von 15 bis 20 Jahren durch. Dabei wurde der Hub sogar vergrößert und die Durchfahrtshöhe auf 53 m gesteigert. 2009 wurden nach zwei Brüchen alle Seilrollen erneuert.